# Adela van Leuven
Adela van Leuven (vermoedelijk in 929 - 961) was de erfdochter van het graafschap Leuven. Over haar en het graafschap Leuven voor de 11e eeuw is weinig bekend.

## Biografie
Adela werd geboren omstreeks 929 als dochter van Lambert van Maasgouw en Adela van Betuwe Een andere bron  vermeldt, dat Adela van Leuven de dochter was van Hugo III van de Nordgau en Hildegard van Ferrette. Hugo was zoon van Eberhard III van de Nordgau en Adelinda.
Ze huwde met de later in ongenade gevallen Reinier III van Henegouwen, graaf van Henegouwen. Uit dit huwelijk kwamen twee zonen voort:
- Reinier, die in 998 het graafschap Bergen verwierf.
- Lambert, die in 1003 het graafschap Leuven verwierf.

Ze staat bekend als erfdochter van Leuven, maar het is niet bekend of zij ooit werkelijk de titel gravin van Leuven droeg na de dood van haar vader, indien zij haar vader overleefde. Adela overleed op ongeveer 32-jarige leeftijd.